# 南気仙沼幼児園
南気仙沼幼児園（みなみけせんぬまようじえん）は、宮城県気仙沼市南郷に存在していた保育所。

## 所在地
- 宮城県気仙沼市南郷29-5
- 最寄駅:気仙沼線南気仙沼駅

## 東北地方太平洋沖地震
2011年3月11日の東北地方太平洋沖地震の津波で施設が流されたため、そのまま廃園することとなった。在籍していた園児の1人が災害で死亡、地震後外出先から戻り園内の見回りをしていた理事長も行方不明となった。同年4月2日に市内の公民館で最後の卒園式が行われ、30人を送り出して歴史に幕を閉じた。